# Mantispa bella
Mantispa bella is een insect uit de familie van de Mantispidae, die tot de orde netvleugeligen (Neuroptera) behoort. 
Mantispa bella is voor het eerst wetenschappelijk beschreven door Kuwayama in 1925.